# Udušení
Udušení (též zadušení, odb. suffocatio) je nepřirozená smrt, jejíž příčinou je zabránění přístupu vzduchu resp. kyslíku  do plic neboli dušení. To nastává zejména při utopení, uškrcení, vniknutí cizího tělesa do dýchacích cest či otravou. Samotný proces dušení spouští u normálních jedinců panický strach, který je spouštěn chemickou reakcí při zvýšení koncentrace oxidu uhličitého v krvi.